# Richard Grosvenor, 1. Baron Stalbridge

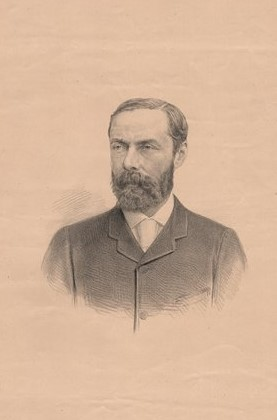
Richard Grosvenor, 1. Baron Stalbridge, 1889

Richard de Aquila Grosvenor, 1. Baron Stalbridge PC FRGS (* 28. Januar 1837; † 18. Mai 1912) war ein britischer Peer und Politiker.

## Leben
Er war der jüngste Sohn des Richard Grosvenor, 2. Marquess of Westminster, aus dessen Ehe mit Lady Elizabeth Mary Leveson-Gower, Tochter des George Leveson-Gower, 2. Marquess of Stafford. Als jüngerer Sohn eines Duke führte er ab 1845 das Höflichkeitsprädikat Lord. Er studierte am Trinity College der Universität Cambridge. 1858 wurde er Lieutenant der Dorset Yeomanry (Queen’s Own), 1866 wurde er zum Lieutenant-Colonel befördert und von 1870 bis 1882 war er Kommandeur dieser Einheit.
Von 1861 bis 1866 war er als Liberal-Party-Abgeordneter für das County Flintshire Mitglied des House of Commons. Von 1872 hatte er das Hofamt des Vice Chamberlain of the Household inne, wurde Mitglied des Privy Council und war von 1880 bis 1885 Patronage Secretary to the Treasury. Am 22. März 1866 wurde er als Baron Stalbridge, of Stalbridge in the County of Dorset, zum erblichen Peer erhoben und wurde dadurch Mitglied des House of Lords, wo er Leader der Liberal Unionist Party wurde. Er war auch Fellow der Royal Geographical Society.
Seit 1870 war er Direktor der London and North Western Railway und von 1891 bis 1911 deren Vorstand.

## Ehen und Nachkommen
In erster Ehe heiratete er 1874 Hon. Beatrice Charlotte Elizabeth Vesey († 1876), Tochter des Thomas Vesey, 3. Viscount de Vesci. Mit ihr hatte er eine Tochter:
- Hon. Elizabeth Emma Beatrice Grosvenor (1875–1931) ⚭ 1899 Admiral Sir Aubrey Clare Hugh Smith.

In zweiter Ehe heiratete er 1879 Eleanor Francis Beatrice Hamilton Stubber († 1911). Mit ihr hatte er fünf Kinder:
- Hugh Grosvenor, 2. Baron Stalbridge (1880–1949) ⚭ 1903 Gladys Elizabeth Nixon;
- Hon. Blanche Grosvenor (1880–1964) ⚭ 1901 James Holford;
- Hon. Gilbert Grosvenor (1881–1939), Captain der British Army, ⚭ 1913 Effie E. Cree;
- Hon. Richard Eustace Grosvenor (1883–⚔ 1915), Captain der British Army;
- Hon. Eleanor Lilian Grosvenor (1885–1977) ⚭ 1906 Major Josceline Grant.

Als er 1912 starb, erbte sein ältester Sohn Hugh seinen Adelstitel. Unter seinen Enkelkindern ist die Schriftstellerin und Journalistin Elspeth Huxley (1907–1997), die Tochter von Eleanor und Josceline Grant.